# Player (banda)
Player es una banda estadounidense de rock que se hizo conocida durante la década de 1970.
Fue formada en la ciudad de California, Los Ángeles, el 15 de noviembre de 1976 por el bajista líder Ronn Moss, quien antes había tenido experiencia como músico con el llamado estilo «rock'n'roll». Su sonido se basaba en una mezcla entre el rock, pop, soft rock, encajando muy bien con el emergente sonido disco de la época.
Moss desde una temprana edad aprende a tocar la batería y más tarde la guitarra y el bajo, liderando formaciones y fogueándose en cientos de clubs y baretos de Los Ángeles, incluso antes de cumplir la edad requerida para tocar legalmente.
Ronn Moss (bajo, voz) une su fuerza creativa con otros tres músicos, el británico originario de Liverpool Peter Beckett (guitarra, voz), JC Crowley (teclado, guitarra, voz) y John Friesen (batería), convirtiéndose así en los Player.
Su música llamó la atención del promotor y empresario Robert Stigwood, quien los contrató para RSO Records, donde produjeron los álbumes de estudio Player y Danger Zone y tras un cambio de discográfica en 1980 producen su tercer álbum Room With A View; discos que pasan desapercibidos en un primer momento pero que posteriormente llegan al gran público ante el éxito a nivel mundial del sencillo «Baby Come Back». En diciembre de 1977, «Baby Come Back» se convirtió en el sencillo más vendido en Estados Unidos, superando las 600,000 copias de unidad. Esto les favoreció la certificación de disco de oro por la Recording Industry Association of America (RIAA) y por la Canadian Recording Industry Association (CRIA).
«Player» –grabado en 1976, editado y publicado bajo las compañías discográficas RSO Records y Philips Records en 1977, cultivando un mayor y desempeñante éxito comercial– es su disco debut que titulan con el mismo nombre de la banda; un álbum muy completo en el cual ningún tema tiene desperdicio pero sobresaliendo entre todas su aclamado hit «Baby Come Back» –escrita por Peter Beckett y J.C. Crowley– o «This Time I’m In It For Love», influenciada y orientada en el estilo surf, que también tuvo mucha repercusión. En 1978, la revista estadounidense Billboard los nombró como «Nuevo Artista o Grupo del Año» y veintinueve años más tarde, en septiembre de 2007, fueron incluidos en el «Salón de la Fama del Rock».

## Historia

### Formación y primeros años (1974—1976)
En 1974, Beckett se mudó a Estados Unidos para formar parte de la banda Skyband junto con Steve Kipner (quien había tocado antes con Tin Tin). Pronto la agrupación se disolvió y Beckett había permanecido en Los Ángeles. Fue entonces cuando se encontró casualmente con J.C. Crowley, a finales de 1975. Se conocieron en Hollywood, ambos eran los únicos que estaban vestidos con jeans y camisetas, al asistir a una fiesta de vestidos de blanco. J.C. provenía de la Galveston Bay, Texas y Beckett un emigrante inglés.
Curiosamente, ambos fueron contratados para ser cantantes e hicieron planes para reunirse más tarde y formar la banda Jam. En el garaje de J.C., comenzaron a trabajar en su nuevo material. Se llamaban a sí mismos Riff Raff, pero más tarde cambió su nombre a "Bandana" y grabaron un sencillo llamado "Jukebox Saturday Night". La química fue lo suficientemente buena como para que Beckett y Crowley se pongan en un acuerdo con la idea de organizar otra banda para grabar sus propias canciones. Ellos contratataron a Mark Roswell como mánager, quien más tarde los llevó a conocer a Paul Palmer. Paul les presentó a su amigo Ronn Moss, que luego lo incluyeron como su bajista. Fueron solo tres miembros de la banda de interferencia por un rato, más tarde, Ronn trajo a su viejo amigo llamado John Friesen (batería). Ambos habían estado en bandas de escuela secundaria juntos. John Friesen había iniciado su carrera con la banda Ice Follies como un baterista, percusionista y director musical. El estilo de música de la banda se convirtió en la corriente principal con un suave pop rock, con teclados mellow y en capas de armonías. Esto parecía tener derecho con respecto a los sonidos ventosos de L.A. en su forma y en tiempo.

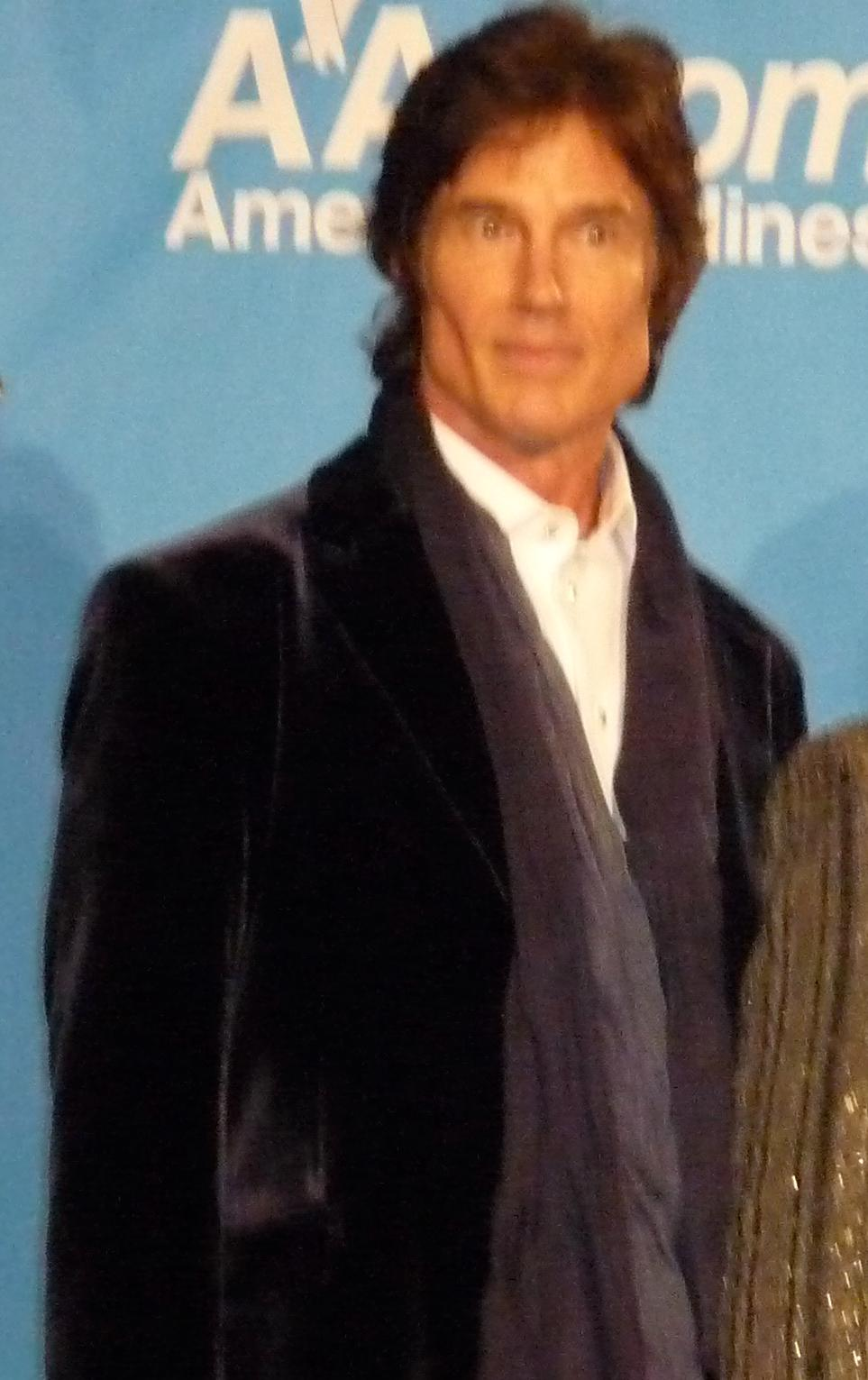
Ronn Moss, principal bajista.

A principios de 1976, comenzaron a tocar en bares y conciertos para perfeccionar sus habilidades como músicos. Sus posibles administradores les llevaron alrededor de las oficinas de productores diferentes a tocar en vivo, valían sus guitarras y amplificadores. La teoría de la banda era que «"un demo puede ser arrojado en un estante y olvidarlo"», cuando no encajaban como una banda en vivo. La banda fue convertida abajo muchas veces cuando realizaban la audición, que finalmente terminaron en la oficina de Dennis Lambert y Brian Potter, compositores exitosos y propietarios de una nueva compañía de producción llamada Haven Records. Dennis y Brian eran bien conocidos en el momento de producción de varios artistas de grabación, como la base de The Four Tops, Dusty Springfield, Glen Campbell y Righteous Brothers, entre otros. No fue hasta que la banda tocó "Baby Come Back" en vivo en la oficina de Lambert y Chin que hasta Potter quedaba impresionado, sabiendo que la banda tenía algo único. Entonces tomaron a los chicos al estudio para grabar algunas canciones. Basado en estas pistas por sí sola, Lambert y Potter fueron bastante impresionados, pero no fueron contratados para Haven ya que desde entonces habían ido a ver a otro productor. Poco tiempo después, colaboraron con el propietario de RSO Records, Robert Stigwood y el de CEO, Alex Corey y obtuvieron su primer contrato discográfico, aunque la banda todavía no poseía ningún nombre en particular.

### El nombre de la banda (1976—1977)
La cuestión de una banda sin nombre se resolvió mirando una película en la televisión. Vieron la película el papel de "Players" en la lista de los créditos, y así que sacaron la letra "s" para convertirse en los Player. La banda también añadió teclado/sintetizador con el músico Wayne Cook, miembro de la banda de Steppenwolf (1976), como un artista de la sesión. Pocos meses más tarde, con la obra de radio masiva, Player tenía un número uno éxito internacional único llamado "Baby Come Back". Esta canción fue escrita cuando Peter Beckett se separó luego de una larga relación. Aun dolorido, se sentó con J.C. Crowley a escribir, y sus estados de ánimo salieron en la canción "Baby Come Back". Esta canción estalló en la radio en octubre de 1977 y alcanzó el número uno en Estados Unidos en enero de 1978.

### Player,Danger Zoney años de gira (1977—1979)
Player fue votado por la revista Billboard como Nuevo Artista de Singles en el verano de 1978. "Baby Come Back" fue seguido por el hit del Top 10, Time I'm In It For Love, que alcanzó el #10 en dicha lista. Ambas canciones aparecieron en su álbum de debut homónimo, Player. Como ambos se destacaban en tocar la guitarra, Peter y J.C. comparten el lugar de vocalista principal en este álbum, excepto para ' "Tryin" '.A escribir A Hit Song', que Ronn Moss tuvo la voz en ella. También se le atribuye a J.C. tocando teclados y sintetizadores, así como de guitarra. Primero actuaron vivo como teloneros de Gino Vanelli en noviembre de 1977, y más tarde con Boz Scaggs. Fue en medio de esta gira que 'Baby Come Back' se convirtió en un gran éxito, y la banda despegó desde allí.
Durante los últimos meses de 1977 y los primeros de 1978 graban material nuevo, el cual fue publicado también en el sello RSO, llamado Danger Zone. Este segundo álbum contiene las canciones ' Prisoner Of Your Love ', que logró la lista de top 40, y ' Silver Lining ' que permaneció en el puesto #62. Cuando su primer álbum fue capturado en el pop del sonido soleado de California, Danger Zone se vio más ilustrado del lado de pop/rock progresivo de la banda con guitarras y sonidos más pesados que los empujó al frente. Tanto el LP, Player como el Danger Zone, lanzaron también el "8-Track", que fue disco de oro. Poco tiempo después, la banda se suma a una de las giras más grandes del "Arena rock" en los Estados Unidos con Eric Clapton llamada Slowhand ("mano lenta"), invitándolos a abrir su show. Más tarde, el tecladista Cook abandona el grupo y es reemplazado por Bob Wooley (antes de Paul Revere & The Raiders). Finalmente la banda ganó reconocimiento participando en otros shows con artistas como Heart y Kenny Loggins durante el otoño de 1978. Después de tocar con este último en un concierto de Coconut Grove, Miami, Florida el 29 de octubre de 1978, la tensión entre los integrantes de varias bandas resultó provocó un golpe muy duro e hizo que Beckett dejara la banda luego del cierre de ese show. El grupo sin contrato discográfico decide entonces formar un nuevo acuerdo, pero sin ninguna esperanza de tener éxito. RSO quería que Player pudiera reforzar su imagen, y por ese motivo los puso en varios shows con grandes grupos influenciados en el hard rock. Después de esas extensas giras, Crowley decidió regresar a sus raíces en el campo de la música country, y deja la banda en 1979 para empezar su carrera solista. Peter, Ronn y John decidieron continuar con otras canciones para grabar su tercer LP Room With A View.

### Room With A View,Spies Of Life, últimos años y ruptura (1979—1983)
Al terminar su contrato con RSO, Player entonces firmó con Casablanca Records, lanzando su tercer álbum, "Room With A View", en el año 1980, que Peter coprodujo con Tony Peluso. De este álbum proviene el hit que alcanzó el Top 40 ' It's For You '. Habitación con vista a fue una combinación de melodías suaves, románticas, como ' malas noticias viaja rápido ' y canciones de rock más pesadas, como ' de la punta de la Iceberg'. Peter cantó y escribió cada canción en este LP. Al final de la gira, Ronn Moss había decidido meterse en el mundo del espectáculo y abandona la banda en 1981 para hacer películas en Italia. Los otros miembros Peter y John continuaron con la carrera del grupo y más tarde entran dos músicos más: Miles Joseph como guitarrista y Rusty Buchanan como bajista. A fines de 1981, Peter Beckett y Dennis Lambert colaboran en el lanzamiento del cuarto LP de los Player, Spies Of Life ("Espías de la vida"), para RCA Records. De ese álbum vino el sencillo If Looks Could Kill, canción que abre este disco.
También se unió un tecladista, Buchanan y Miles compartieron la voz con Peter. Miles fue colocado como un músico de sesión (como se ve en el video de la canción "It's For You" en 1978), pero después figuró como otro miembro del grupo en Spies Of Life. J.C Crowley apareció de nuevo en este álbum, pero esta vez como un coescritor con Dennis Lambert en I'd Rather Be Gone, canción que representaba un rock más lento y más cálido. Después de este álbum, la banda apareció en un show televisivo llamado Solid Gold, donde interpretaron algunas de sus canciones. Las presentaciones fueron entre 1982 y 1983, de ahí la nueva formación se da como finalizada.

### Electric Shadows,Lost in Realityy reaparición (1995—1998)
Unos años más tarde, en 1995, Ronn Moss, amigo y compañero del grupo, obtuvo la oportunidad de volver a juntarse con Peter al escuchar algunos demos que Peter había estado trabajando en su estudio. Ronn fue impresionado por lo que escuchó, alegando que Peter siempre fue uno de los escritores más increíbles de las canciones que jamás haya conocido. Originalmente, comenzó como un proyecto en solitario de Ronn pero luego más tarde decidieron firmar otro contrato y sacar Electric Shadows (Polystar) como el quinto álbum de Player. ELectric Shadows fue lanzado en Japón en 1995, con Peter y Ronn compartiendo la voz. Peter, también el productor de este nuevo proyecto, decidió cambiar el título a un estilo más americano y lanzó en Estados Unidos como "Lost in Reality" a través de River North Records, en 1996. El lanzamiento en Japón figura con una canción extra llamada ' hasta que usted Let Go', canción de la banda sonora de la película Frankie y Johnny, que Peter grabó a dúo con Jeanette Clinger en 1991. El sencillo, ' huellas en el arena ' fue lanzado fuera del disco Lost in Reality, obteniendo un lote de juego aéreo. Las otras canciones fueron también straight to the heart melodías sobre el amor y la vida.

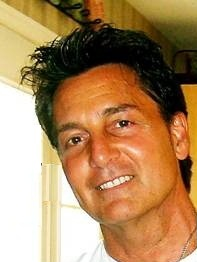
Tony Sciuto, integrante de Little River Band, formó parte de la banda durante su gira en 1998.

Lost in Reality hizo que Player obtenga una nominación en los premios de la música de L.A. como mejor producción independiente de un CD. Esta fue la primera vez en quince años que Peter y Ronn habían tocado en vivo como con el nombre de la banda. Después de realizar copias de seguridad les llegó un miembro más, Elliot Easton (de The Cars) para ocupar el lugar en la guitarra, Burleigh Drummond (de Ambrosia) en la batería y Tony Sciuto (de Little River Band)en los teclados. Los exámenes eran tan asombrosos, que tenían varias ofertas para continuar tocando en vivo otra vez como "Player". River North Records fue originalmente una compañía discográfica de Nashville con la cual comenzaron a grabar y más tarde la abandonaron. Player intentó comprar los derechos para el CD, con ninguna suerte de vuelta.

### Últimas giras, segunda separación y otros proyectos (1998—2003)
Después del anhelo de volver a componer, escribir en la carretera, Peter y Ronn Moss decidieron reagruparse, como Player de gira una vez más en la primavera de 1998. La nueva formación para realizar giras consistía de Tony Sciuto(de Little River Band), Burleigh Drummond (de Ambrosia), Steve Farris (de Mister Mister), Ron Green (de Loggins and Messina), Dave Amato(de Reo Speedwagon), Ron Wikson (de Foreigner), dependiendo de sus horarios. Se formó una alineación más tarde de Player incluyendo al baterista Craig Pilo, Michael Hakes, Ron Green, Tony Sciuto, Ronn Moss y Peter, participando en festivales y lugares a través de los Estados Unidos. Lamentablemente, Michael Hakes murió el 19 de noviembre de 2003, debido a complicaciones de leucemia. Fue un excelente guitarrista, acompañante, director de orquesta y compositor. Fue también conocido como el creador de un software llamado SmartSound que ofrece a los clientes de música original y libre de regalías. Después de perder a un compañero de banda, la banda perdió su espíritu de cantar, y Player dejó de viajar en gira. Luego continuaron con sus otros proyectos.

### Resurgimiento y anuncio de nuevo trabajo musical (2008—presente)
Player se volvió a reformar nuevamente en 2008, con una nueva alineación: Peter Beckett, Ronn Moss, Graig Pilo, Green, Ricky Zacharaides (guitarra) y Ed Roth (teclados). En 2009, Rob Math (guitarra) y Johnny English (teclados) habían entrado para reemplazar a Zacharaides y Roth.
En abril de 2012 Player anunció que lanzará un nuevo álbum a fin de año a través de Frontiers Records, precedido por el lanzamiento mundial en formato digital de un EP de solo 3 canciones titulado My Addiction, el cual se publicó el 30 de abril. En diciembre, se anunció el nuevo álbum, Too Many Reasons, se estrenará en Europa el 22 de febrero de 2013 y en Norteamérica el 26 de febrero.

## Alineación

### Años 1970
1977–1979
- Peter Beckett (voz, guitarra)
- Ronn Moss (voz, bajo)
- J.C. Crowley (voz, teclados)
- John Friesen (batería)

### Años 1980
1980–1983
- Peter Beckett (voz, guitarra)
- Ronn Moss (voz, bajo) (1980)
- John Friesen (batería)
- Milles Joseph (voz, guitarra)
- Rusty Buchannan (teclados)

### Años 1990
1995–2000
- Peter Beckett (voz, guitarra)
- Ronn Moss (voz, bajo)

### Años 2000
2000–2003
- Peter Beckett (voz, guitarra)
- Ronn Moss (voz, bajo)
- Michael Hakes (guitarra)
- Ron Green (teclados)
- Tony Sciuto (bajo)
- Craig Pilo (batería)

2008–presente
- Peter Beckett (voz, guitarra)
- Ronn Moss (bajo, guitarra)
- Rob Math (guitarra)
- Johnny English (voz, teclados)
- Craig Pilo (batería)

## Discografía

### Álbumes de estudio
- 1977 – Player
- 1978 – Danger Zone
- 1980 – Room With A View
- 1981 – Spies Of Life
- 1995 – Electric Shadows
- 1996 – Lost in Reality
- 2013 – Too Many Reasons

### Álbumes recopilatorios
- 1990 – Best of Player
- 1998 – The Best of Player
- 2001 – Player/Danger Zone
- 2005 – Baby Come Back....

### Sencillos
| Año  | Sencillo                             | Álbum            | Posiciones en Listas | Posiciones en Listas | Posiciones en Listas | Posiciones en Listas | Posiciones en Listas |
| Año  | Sencillo                             | Álbum            | U.S. Hot 100         | U.S. R&B             | U.S. Club Play       | U.S. A/C             | U.K.                 |
| ---- | ------------------------------------ | ---------------- | -------------------- | -------------------- | -------------------- | -------------------- | -------------------- |
| 1977 | "Come On Out"                        | Player           | -                    | -                    | -                    | -                    | -                    |
| 1977 | "Baby Come Back"                     | Player           | 1                    | 10                   | -                    | -                    | 32                   |
| 1977 | "Goodbye (That's All I Ever Heard)"  | Player           | -                    | -                    | -                    | -                    | -                    |
| 1977 | "Melanie"                            | Player           | -                    | -                    | -                    | -                    | -                    |
| 1977 | "Every Which Way"                    | Player           | -                    | -                    | -                    | -                    | -                    |
| 1977 | "This Time I’m In It For Love"       | Player           | -                    | -                    | -                    | -                    | 10                   |
| 1977 | "Love Is Where You Find It"          | Player           | -                    | -                    | -                    | -                    | -                    |
| 1977 | "Movin' Up"                          | Player           | -                    | -                    | -                    | -                    | -                    |
| 1977 | "Cancellation"                       | Player           | -                    | -                    | -                    | -                    | -                    |
| 1977 | "Trying To Write A Hit Song"         | Player           | -                    | -                    | -                    | -                    | -                    |
| 1978 | "Love In The Danger Zone"            | Danger Zone      | -                    | -                    | -                    | -                    | -                    |
| 1978 | "Silver Liling"                      | Danger Zone      | -                    | -                    | -                    | -                    | -                    |
| 1978 | "I Just Wanna Be With You"           | Danger Zone      | -                    | -                    | -                    | -                    | -                    |
| 1978 | "Forever"                            | Danger Zone      | -                    | -                    | -                    | -                    | -                    |
| 1978 | "I've Been Thinkin"                  | Danger Zone      | -                    | -                    | -                    | -                    | -                    |
| 1978 | "Prisoner Of Your Love"              | Danger Zone      | -                    | -                    | -                    | -                    | -                    |
| 1978 | "Join In The Dance"                  | Danger Zone      | -                    | -                    | -                    | -                    | -                    |
| 1978 | "Wait Until Tomorrow"                | Danger Zone      | -                    | -                    | -                    | -                    | -                    |
| 1978 | "Let Me Down Easy"                   | Danger Zone      | -                    | -                    | -                    | -                    | -                    |
| 1980 | "Room With A View"                   | Room With A View | -                    | -                    | -                    | -                    | -                    |
| 1980 | "It's For You"                       | Room With A View | 46                   | -                    | -                    | -                    | -                    |
| 1980 | Upside Down                          | Room With A View | -                    | -                    | -                    | -                    | -                    |
| 1980 | "Who Do You Think You Are"           | Room With A View | -                    | -                    | -                    | -                    | -                    |
| 1980 | "Bad News Travels Fast"              | Room With A View | -                    | -                    | -                    | -                    | -                    |
| 1980 | "All Tied Up"                        | Room With A View | -                    | -                    | -                    | -                    | -                    |
| 1980 | "Givin' It All"                      | Room With A View | -                    | -                    | -                    | -                    | -                    |
| 1980 | "It May Never Happen"                | Room With A View | -                    | -                    | -                    | -                    | -                    |
| 1980 | "Tips Of the Iceberg"                | Room With A View | -                    | -                    | -                    | -                    | -                    |
| 1981 | "If Looks Could Kill"                | Spies Of Life    | 48                   | -                    | -                    | -                    | -                    |
| 1981 | "Some Things Are Better Left Unsaid" | Spies Of Life    | -                    | -                    | -                    | -                    | -                    |
| 1981 | "Thank You For The Use Of Your Love" | Spies Of Life    | -                    | -                    | -                    | -                    | -                    |
| 1981 | "It only hurts when I breathe"       | Spies Of Life    | -                    | -                    | -                    | -                    | -                    |
| 1981 | "My mind´s made Up"                  | Spies Of Life    | -                    | -                    | -                    | -                    | -                    |
| 1981 | "I'd Rather Be Gone"                 | Spies Of Life    | -                    | -                    | -                    | -                    | -                    |
| 1981 | "Take me back"                       | Spies Of Life    | -                    | -                    | -                    | -                    | -                    |
| 1981 | "My survival"                        | Spies Of Life    | -                    | -                    | -                    | -                    | -                    |
| 1981 | "Born to be with you"                | Spies Of Life    | -                    | -                    | -                    | -                    | -                    |
| 1981 | "In like flynn"                      | Spies Of Life    | -                    | -                    | -                    | -                    | -                    |
| 1995 | "This Is Your Life"                  | Electric Shadows | -                    | -                    | -                    | -                    | -                    |
| 1995 | "Without You"                        | Electric Shadows | -                    | -                    | -                    | -                    | -                    |
| 1995 | "Footprints In The Sand"             | Electric Shadows | -                    | -                    | -                    | -                    | -                    |
| 1995 | "Something Good"                     | Electric Shadows | -                    | -                    | -                    | -                    | -                    |
| 1995 | "Stand By You"                       | Electric Shadows | -                    | -                    | -                    | -                    | -                    |
| 1995 | "No More Rain"                       | Electric Shadows | -                    | -                    | -                    | -                    | -                    |
| 1995 | "Every Time I Turn Around"           | Electric Shadows | -                    | -                    | -                    | -                    | -                    |
| 1995 | "After All This Time"                | Electric Shadows | -                    | -                    | -                    | -                    | -                    |
| 1995 | "Just To Be With You"                | Electric Shadows | -                    | -                    | -                    | -                    | -                    |
| 1995 | "Beautiful Love"                     | Electric Shadows | -                    | -                    | -                    | -                    | -                    |
| 1995 | "Baby Come Back"                     | Electric Shadows | -                    | -                    | -                    | -                    | 10                   |
| 1996 | "This Is Your Life"                  | Lost in Reality  | -                    | -                    | -                    | -                    | -                    |
| 1996 | "Without You"                        | Lost in Reality  | -                    | -                    | -                    | -                    | -                    |
| 1996 | "Footprints in the Sand"             | Lost in Reality  | -                    | -                    | -                    | -                    | -                    |
| 1996 | "Something Good"                     | Lost in Reality  | -                    | -                    | -                    | -                    | -                    |
| 1996 | "After All This Time"                | Lost in Reality  | -                    | -                    | -                    | -                    | -                    |
| 1996 | "Baby Come Back"                     | Lost in Reality  | -                    | -                    | -                    | -                    | -                    |
| 1996 | "Cherry Lane"                        | Lost in Reality  | -                    | -                    | -                    | -                    | -                    |
| 1996 | "Stand by You"                       | Lost in Reality  | -                    | -                    | -                    | -                    | -                    |
| 1996 | "No More Rain (In This Cloud)"       | Lost in Reality  | -                    | -                    | -                    | -                    | -                    |
| 1996 | "Sometimes You Gotta Let Go"         | Lost in Reality  | -                    | -                    | -                    | -                    | -                    |
| 1996 | "Beautiful Love"                     | Lost in Reality  | -                    | -                    | -                    | -                    | -                    |
| 1996 | "Just to Be With You"                | Lost in Reality  | -                    | -                    | -                    | -                    | -                    |
| 1996 | "After All This Time"                | Lost in Reality  | -                    | -                    | -                    | -                    | -                    |

## Músicos invitados
Estos son los músicos que han participado en algún momento de la carrera de Player:
- George Budd: Efectos de sonido
- Gary Coleman: Percusión
- Wayne Cook: Teclados, Sintetizadores
- Jim Horn: Saxofón, Flauta
- Reed Kailing: Guitarras
- Jay Lewis: Steel guitar y Guitarra eléctrica, Efectos de sonido
- María Newman: Arreglos de cuerdas
- Michael Omartian: Sintetizadores
- Jack White: Batería, Percusión
- Doug Macaskill:
- Bob Marlette:
- John Parker:
- Michael Parnell:
- Tim Pierce:
- Mark Ross:
- Tom Weir:
- Art Wood:
- Billy Martin:
- Zane Grey:
- Valerie Behling:
- Dave Collins:
- Conni Treantafeles:
- Robert Ferrone:
- Bill Bergman:
- Burleigh Drummond:
- Len Ron Hanks:
- Keith Jones: